# Liste der Monuments historiques in Fléchy
Die Liste der Monuments historiques in Fléchy führt die Monuments historiques in der französischen Gemeinde Fléchy auf.

## Liste der Objekte
| Bezeichnung | Beschreibung                                                                   | Standort                 | Kennzeichnung | Schutzstatus | Datum | Bild |
| --- | ------------------------------------------------------------------------------ | ------------------------ | ------------- | ------------ | ----- | ---- |
| Skulpturengruppe: Der heilige Julien l’Hospitalier und die heilige Basilisse transportieren den heiligen Jakobus in einer Barke | Eichenholz, Anfang des 16. Jahrhunderts                                        | in der Kirche St-Fuscien | PM60000789    | Classé       | 1913  |      |
| Skulptur Madonna mit Kind | Kalkstein, polychrom gefasst und vergoldet, zweite Hälfte des 15. Jahrhunderts | in der Kirche St-Fuscien | PM60000788    | Classé       | 1913  |      |